# Hải quân Hoàng gia Campuchia
Hải quân Hoàng gia Campuchia là một phần của Quân đội Hoàng gia Campuchia. Số nhân sự phục vụ trong hải quân là 2.800 người, bao gồm cả thủy quân lục chiến. Lực lượng này được chỉ huy và hoạt động dưới quyền của Bộ trưởng Quốc phòng Campuchia. Tư lệnh Hải quân Campuchia là Đô đốc Tea Vinh.

## Quân hàm
|           | Sĩ quan              | Sĩ quan   | Sĩ quan    | Sĩ quan   | Sĩ quan    | Sĩ quan | Sĩ quan  | Sĩ quan  | Sĩ quan | Sĩ quan  | Sĩ quan  | Sĩ quan  |
| Cấp Tướng | Cấp Tướng            | Cấp Tướng | Cấp Tướng  | Cấp Tướng | Cấp Tá     | Cấp Tá  | Cấp Tá   | Cấp Úy   | Cấp Úy  | Cấp Úy   | Cấp Úy   |          |
| --------- | -------------------- | --------- | ---------- | --------- | ---------- | ------- | -------- | -------- | ------- | -------- | -------- | -------- |
| Hải quân  | Không có tương đương |           |            |           |            |         |          |          |         |          |          |          |
| Cấp bậc   | Thủy sư đô đốc       | Đô đốc    | Phó đô đốc | Đề đốc    | Phó đề đốc | Đại tá  | Trung tá | Thiếu tá | Đại úy  | Trung úy | Thiếu úy | Chuẩn úy |

|          | Hạ sĩ quan | Hạ sĩ quan     | Hạ sĩ quan | Hạ sĩ quan    | Hạ sĩ quan | Hạ sĩ quan | Hạ sĩ quan | Binh sĩ   | Binh sĩ  |
| -------- | ---------- | -------------- | ---------- | ------------- | ---------- | ---------- | ---------- | --------- | -------- |
| Hải quân |            |                |            |               |            |            |            |           |          |
| Cấp bậc  | Chuẩn úy   | Thượng sĩ nhất | Thượng sĩ  | Trung sĩ nhất | Trung sĩ   | Hạ sĩ      | Chuẩn sĩ   | Binh nhất | Binh nhì |

## Trang bị

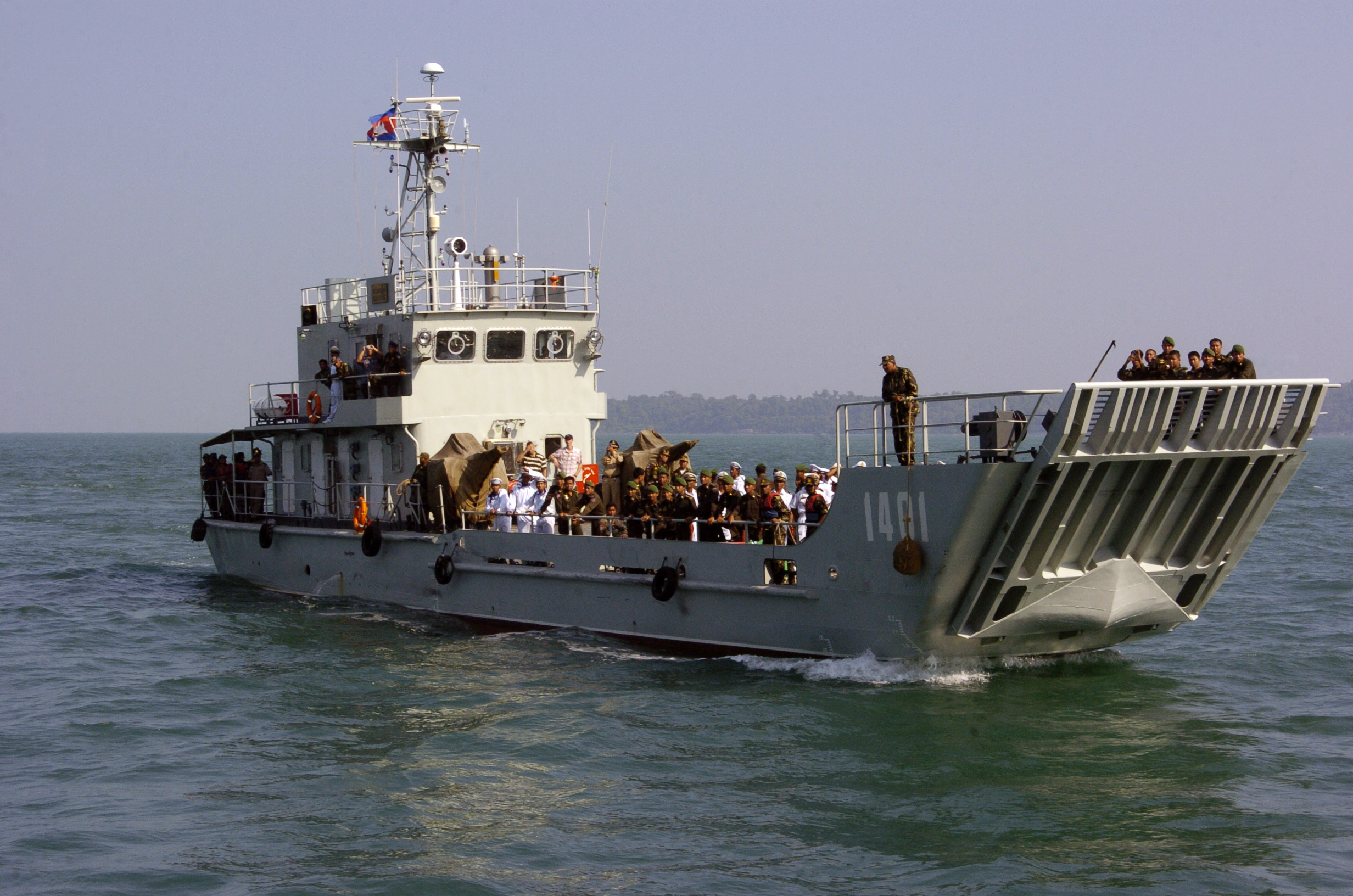
75 thành viên của Hải quân Hoàng gia Campuchia bao gồm cả các học viên bộ binh từ trường Đại học chiến tranh Hoàng gia Campuchia đang viếng thăm tàu đổ bộ tấn công USS Essex.

Hái quân Campuchia sở hữu 15 tàu tuần tra và hai tàu tần tra tốc độ cao. Ngoài ra lực lượng này còn có 170 thuyền/xuồng sử dụng động cơ hoặc sức người.
Tổng tải trọng của hải quân nước này được tăng cường vào tháng 8 năm 2005 khi Trung Quốc chuyển giao 6 phương tiện tuần tra. Năm 2007 thêm 9 chiếc nữa được chuyển giao trị giá tổng cộng $60,000,000. Những phương tiện này được trao tặng cho Campuchia từ Trung Quốc nhằm giúp cho nước này chống lại nạn cướp biển, tội ác xuyên quốc gia, buôn lậu và bảo vệ các cơ sở dầu khí trong tương lai.
Năm 2007, Campuchia thông báo tăng cường sức mạnh hải quân nước này từ 1.000 lên 3.000 thủy thủ, ngoài ra còn gây dựng một lực lượng bao gồm 2.000 thủy quân lục chiến.

## Các căn cứ
Các căn cứ của Hải quân Hoàng gia Campuchia:
- Ream (biển)
- Kompong Som (nội địa)
- Phnom Penh (sông)